# Верховный суд Сальвадора
Верховный суд Сальвадора (исп. Corte Suprema de Justicia de El Salvador) является высшим судом Сальвадора. Суд заседает в Сан-Сальвадоре. Нынешний президент — судья Оскар Альберто Лопес Херес.

Логотип верховного суда Сальвадора

## Состав и критерии
Верховный суд является частью судебной власти Сальвадора. Он состоит из 15 судей и такого же числа заместителей. Магистраты избираются Законодательным собранием Сальвадора на девятилетний срок, который пересматривается каждые три года. Необходимо две трети голосов законодателей. Согласно Конституции Сальвадора 1983 года, законодательный орган также назначает одного судью Председателем Верховного суда. Это лицо также является главой судебной власти и Конституционного суда.
Статья 176 Конституции устанавливает критерии для судей Верховного суда:
- Родился в Сальвадоре.
- «Принадлежать к светскому государству» (то есть не быть рукоположенным в сан священника)
- Более 40 лет
- Быть прокурором Республики
- Иметь высокие моральные качества и хорошую репутацию благодаря своей компетентности
- быть мировым судьей второй инстанции в течение шести лет или мировым судьей первой инстанции в течение девяти лет или иметь опыт юридической практики не менее десяти лет до вступления в должность.
- Не были лишены каких-либо привилегий гражданства за последние шесть лет.

## Организация и функции
Верховный суд состоит из четырех судов:
- Конституционный суд, в составе пяти судей. Согласно статье 174 конституции, суд является единственным трибуналом, который решает дела, связанные с:
  - конституционность законов, указов и постановлений
  - ампаро (конституционная защита, за исключением физической свободы, подпадающей под действие habeas)
  - хабеас корпус
  - противоречия между законодательной и исполнительной ветвями власти
- Административный суд по спорам, в составе четырех судей. Этот суд рассматривает дела, связанные с:
  - Разногласия между органами государственной власти и «лос партикулярес» по поводу административных мер защиты
- Гражданский суд, трое судей, обвиняются в:
  - Апелляции по гражданским, экономическим, трудовым и семейным делам
- Уголовный суд, трое судей
  - Апелляции по уголовным делам.

## Действующие члены
| Должность | Имя                                 | Инстанция суда   | Год избрания |
| --------- | ----------------------------------- | ---------------- | ------------ |
| Президент | Оскар Альберто Лопес Херес¹         | Конституционный  | 2021         |
| Судья     | Элси Дуэньяс Лово                   | Конституционный  | 2021         |
| Судья     | Вакантно                            | Конституционный  |              |
| Судья     | Луис Хавьер Суарес Маганья          | Конституционный  | 2021         |
| Судья     | Эктор Наум Мартинес                 | Конституционный  | 2021         |
| Судья     | Алекс Дэвид Маррокин²               | Гражданский      | 2021         |
| Судья     | Дафне Янира Санчес де Муньос        | Гражданский      | 2015         |
| Судья     | Леонардо Рамирес Мурсия             | Гражданский      | 2015         |
| Судья     | Сандра Лус Чикас де Фуэнтес²        | Уголовный        | 2021         |
| Судья     | Роберто Карлос Кальдерон Эскобар    | Уголовный        | 2018         |
| Судья     | Алехандро Антонио Кинтерос Эспиноза | Уголовный        | 2021         |
| Судья     | Хосе Эрнесто Климако Валиенте²      | Административный | 2021         |
| Судья     | Серхио Луис Ривера Маркес           | Административный | 2015         |
| Судья     | Паула Патрисия Веласкес             | Административный | 2015         |
| Судья     | Генри Александр Мехия               | Административный | 2021         |

Примечания:
¹ — Председатель Верховного суда и Конституционного суда; ² — Председатель соответствующих палат.

## История
21 апреля 1825 года Национальный конгресс выбрал президента Центральноамериканской республики (Мануэль Хосе Арсе), а также первый Верховный суд. Выбор президента был простым делом, но выбор Верховного суда оказался не так уж прост. Закон предписывал, чтобы члены суда избирались всеобщим голосованием, а если никто не набирал большинства, то Законодательным собранием. Наконец, Конгресс выбрал следующих людей для первого Верховного суда:
- Президент Томас О’Хоран, известный адвокат из Юкатана, сыгравший важную роль в колониальном режиме. После обретения независимости он стал политиком в Гватемале.
- Антонио Ривера Кабесас
- Мариано Гальвес
- Хусто Беррера
- Хосе Мануэль де ла Серда
- Марсиаль Зебадиса
- Алехандро Диас Кабеса де Вака.

Этот суд начал свою работу 25 апреля 1825 года.
После окончания гражданской войны в Сальвадоре Комиссия по установлению истины для Сальвадора и Специальная комиссия выявили слабые стороны в судебной системе и рекомендовали решения, наиболее драматичным из которых стала замена всех судей Верховного суда. Эта рекомендация была выполнена в 1994 году, когда был избран совершенно новый суд.

## Критика
Одна из проблем, которую должен решить Верховный суд, — это скорость, с которой суды рассматривают уголовные дела. Например, в 2000 году около 48 % заключенных не имели твердого приговора.
С другой стороны, Верховный суд будет решать против исполнительной власти, демонстрируя некоторую независимость. Существует постоянная борьба между судебной и исполнительной властью по поводу применения законов против банд.
Но на национальном уровне Верховный суд критикуют за то, что он слишком зависит от законодательной ветви власти, которая отвечает за назначение судей. Во время выборов судей разные партии договариваются о своих голосах, и выборы обычно являются формой политического компромисса. Также считается, что судьи по всей стране имеют разный уровень квалификации, а в некоторых местах рассмотрение дел занимает очень много времени, и многие годы тратятся на разрешение спорных дел. Конституционный суд также критикуют за то, что он слишком долго выносит решения, что, по словам некоторых, приводит к слишком длительной задержке правосудия.